# Ida Henriette da Fonseca
Ida Henriette da Fonseca (27. juli 1806 – 6. juli 1858) var en dansk altsanger og komponist. Hun var datter af en portugisisk indvandrer. Hendes 2 søstre Emilie og Julie havde også korte karrierer som sangere.

## Operakarrieren
Ida Henrietta da Fonseca blev uddannet af syngemester Giuseppe Siboni og debuterede 8. december 1827 som Tancredo i Rossinis opera af samme navn, altså en herrerolle. Det var hendes handicap, at tiden lå på maven for de smældende og glansfulde sopraner, mens alterne måtte stå i baggrunden og mangle roller på teatrene. På trods af at hendes stemme gentagne gange roses som fremragende og en at tidens bedste, var der altså ikke meget brug for hende. I de 12 år som ansat på Det Kongelige Teater nåede hun kun at udføre 9-10 roller. Stemmen karakteriseres som meget kraftfuld, af en ualmindelig skøn klangfarve og med stor bøjelighed. Hendes tekniske formåenhed var også i top, skolet indtil virtuositet, hvad koloraturer angik. Allerede 1. juli 1840 blev hun afskediget med pension. I 1841 fik hun titel af kongelig kammersangerinde, men der fulgte ingen penge med den titel. En af de sidste gange hun sang ved hoffet var i foråret 1842, da hun assisterede ved den tyske pianistinde Clara Schumanns koncert
Ida da Fonseca optrådte dog ofte i koncertsammenhæng. Hun var bl.a. solist i Musikforeningen og i det musikalske selskab Harmonien. Ved sådanne lejligheder sang hun gerne italienske arier af Rossini, Johann Simon Mayr, Giovanni Pacini og Vincenzo Bellini, men hun var dog også solist i større vokalværker af J.A.P. Schulz og Felix Mendelssohn.
Endvidere assisterede hun udenlandske kunstere ved deres optræden i København. En af dem, der nød godt af dette var Angelica Catalani, der gæstede København i februar og marts 1828 og udtrykte, at hun var meget imponeret over Idas stemme.

## Udenlands
Omkring 1830 rejste Ida da Fonseca rundt i Europa for at synge. Sammen med Siboni og sopranen Sophie Østergaard gav hun i dette år koncerter i Tyskland, Holland, England og Sverige. Hun blev fremhævet i et af datidens indflydelsesrige musikblade, Allgemeine Musikalische Zeitung som en af de få danske sangerinder på et vist niveau. Hun havde imidlertid et noget svageligt helbred, der forhindrede hende i at udvikle en europæisk karriere.
Igen i 1833 rejste de tre kunstnere igen på turne, og det blev til mange optrædener undervejs med bl.a. uddrag af Rossinis Tancredi og Semiramide samt Simon Mayrs La rosa bianca e la rosa rossa. Rejsen gik over Hamburg, Bremen, Osnabrück og Haag, men blev bl.a. på grund af sygdom afbrudt i London.

## Komponisten
Fra 1844 – 1847 var Ida da Fonseca i Sverige og Norge i håb om engagementer og elever, men vendte atter skuffet tilbage til København. Herefter hører man mest til hende gennem udgivelserne af nogle sanghæfter med romancer som hun udgav i 1848 og 1853. Der kendes ingen anmeldelser eller andre tilkendegivelser om disse sange, så vi ved ikke hvordan samtiden reagerede på musik skrevet af en kvinde, men de to hæfter med otte sange i hver er det tidligst offentliggjorte eksempel på musik komponeret af en kvinde i Danmark.
Både sangstemmen og klaverakkompagnementet stiller store krav til de udøvende, og Ida da Fonseca blander de genrer, hun selv sang f.eks. italiensk bel canto stil, den nye tyske romantiske opera og dansk nationalromantik. Teksterne er både på dansk og tysk med digtere som Goethe og Adam Oehlenschläger som de mest dominerende.

## Roller
- Cherubino i Figaros Bryllup (Mozart)
- Tancredo i Tancredo (Rossini)
- Malcolm i Pigen ved Søen
- Rosina i Barberen i Sevilla (Rossini)
- Madame Voltisubito i Recensenten og Dyret
- Pamela i Fra Diavolo (Auber)
- pagen Edward i Henrik den Femtes Ungdom(Pacini)
- Julius i vaudevillen Den skønneste Dag i Livet